# 榆林道
榆林道，民国2年（1913年）设置的道，陕西三道之一，辖境约为以今榆林市为中心的榆林地区。
1914年2月置陕北道。属陕西省。1914年6月改名榆林道，民国17年北洋政府内务部通令各地撤道。

## 中华民国时期榆林道
榆林道，治所驻榆林县（在今榆林市），下辖23县：
榆林县、 神木县、 府谷县、 横山县、 葭县、 肤施县、 安塞县、 甘泉县、 保安县、 安定县、 延长县、 延川县、 定边县、 靖边县、 绥德县、 米脂县、 清涧县、 吴堡县、 鄜县、 洛川县、 中部县、 宜君县、 宜川县。